# Vor dem Baruther Tor
Vor dem Baruther Tor ist ein Wohnplatz der Stadt Luckenwalde im Landkreis Teltow-Fläming im Land Brandenburg.

## Geografische Lage
Der Wohnplatz liegt nordöstlich des Stadtzentrums und grenzt im Norden an den Luckenwalder Wohnplatz Vor dem Trebbiner Tor, im Nordosten an den Ortsteil Woltersdorf der Gemeinde Nuthe-Urstromtal sowie im Osten an den Wohnplatz Forsthaus Lindhorst, der ebenfalls zur Gemeinde Nuthe-Urstromtal gehört.

## Geschichte und Etymologie
Bereits im Jahr 1822 ließ die Kirchengemeinde auf einer Ackerfläche vor dem Stadtkern einen Friedhof anlegen. Dieser wurde im 19. Jahrhundert in Richtung Stadtzentrum erweitert. Der Wohnplatz erschien erstmals im Jahr 1871. Sein Name leitete sich von dem ehemaligen Baruther Tor ab, das Teil der mittelalterlichen Stadtbefestigung war. In dem Etablissement lebten zu dieser Zeit 64 Bewohner. Die Zahl stieg auf 82 Personen im Jahr 1885 und erreichte mit 127 Personen im Jahr 1895 ihren vorläufigen Höchststand. Im Jahr 1905 lebten dort nur noch 19 Personen. Im 21. Jahrhundert ist der Wohnplatz vollständig im Stadtgebiet aufgegangen.

## Kultur und Sehenswürdigkeiten

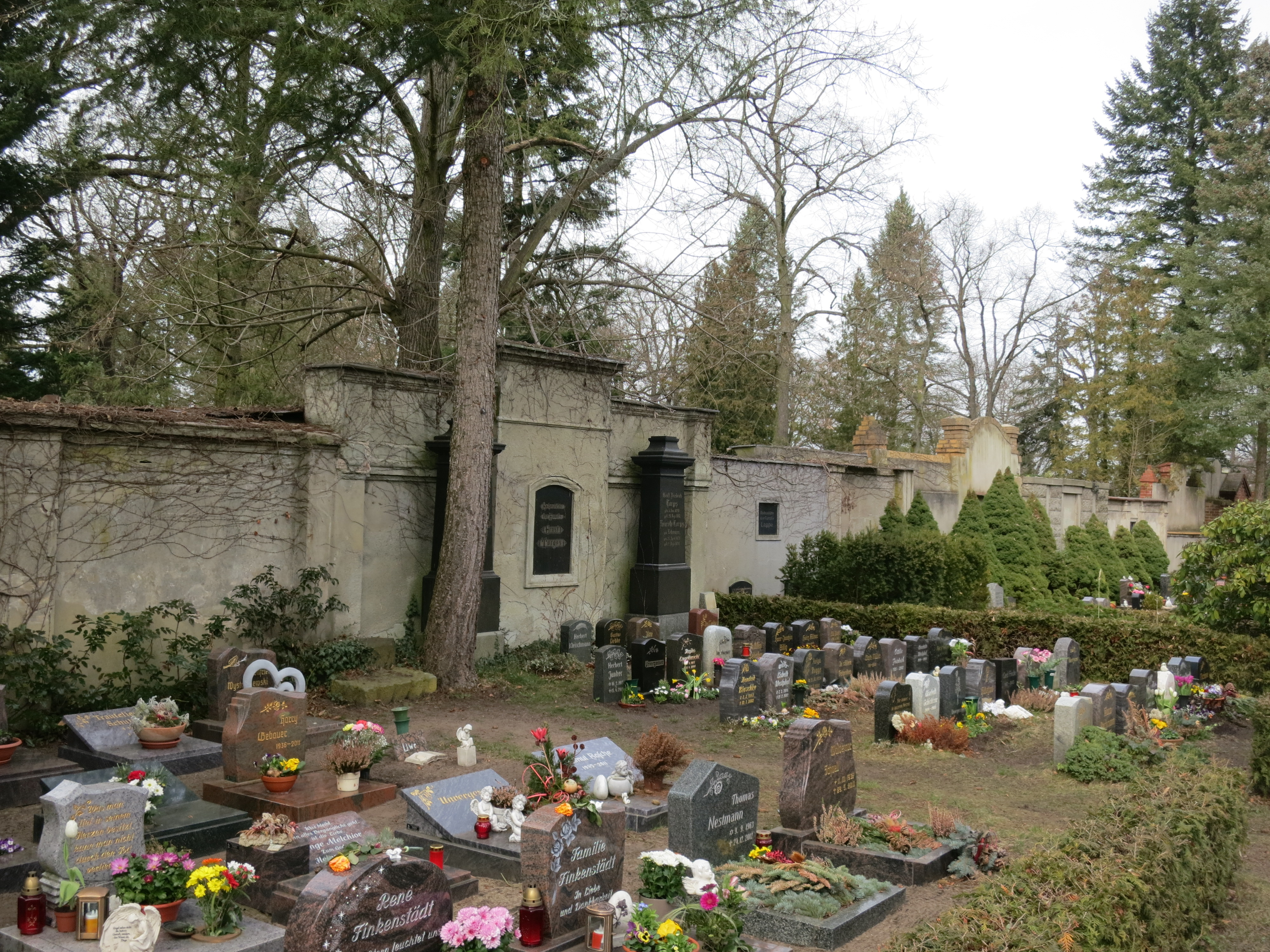
Kirchhof vor dem Baruther Tor

- Der Kirchhof mit Einfriedung, Wegesystem und Baumbestand steht unter Denkmalschutz. Dort befindet sich unter anderem eine Gedenkstätte für Kriegsgefangene und Zwangsarbeiter.[3]